# Stora översvämningen i Sheffield 1864

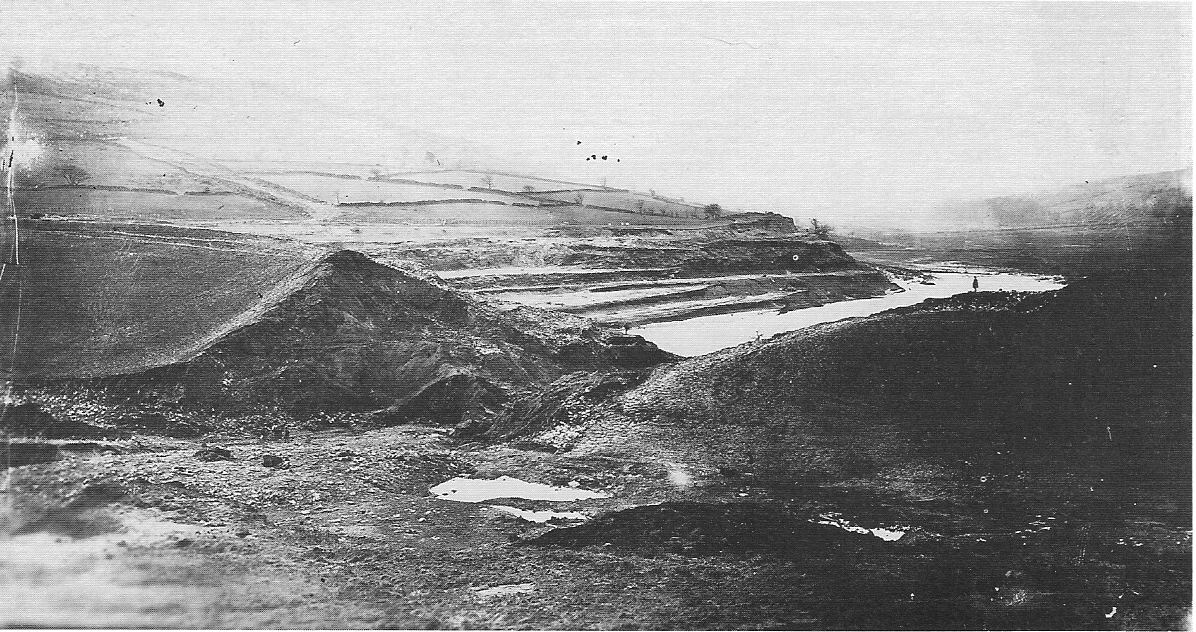
Vattenreservoaren efter översvämningen

Stora översvämningen i Sheffield 1864 (engelska: Great Sheffield Flood) var en översvämning i England i Storbritannien. Den inträffade den 11 mars 1864, och stora delar av Sheffield ödelades, då fyllningsdammen till stadens vattenreservoar brast. Cirka 240 personer dödades.

### Fotnoter
1. ↑  ”The Forgotten Flood: Sheffield's tragic past remembered” (på engelska). BBC. 11 mars 2014. http://www.bbc.com/news/uk-england-south-yorkshire-26478728. Läst 25 september 2014.